# Nzappa zap
Une nzappa zap (aussi appelée nsapo, zappozap, kilonda ou kasuyu) est une arme traditionnelle des Songye du Congo ressemblant à une hache. 

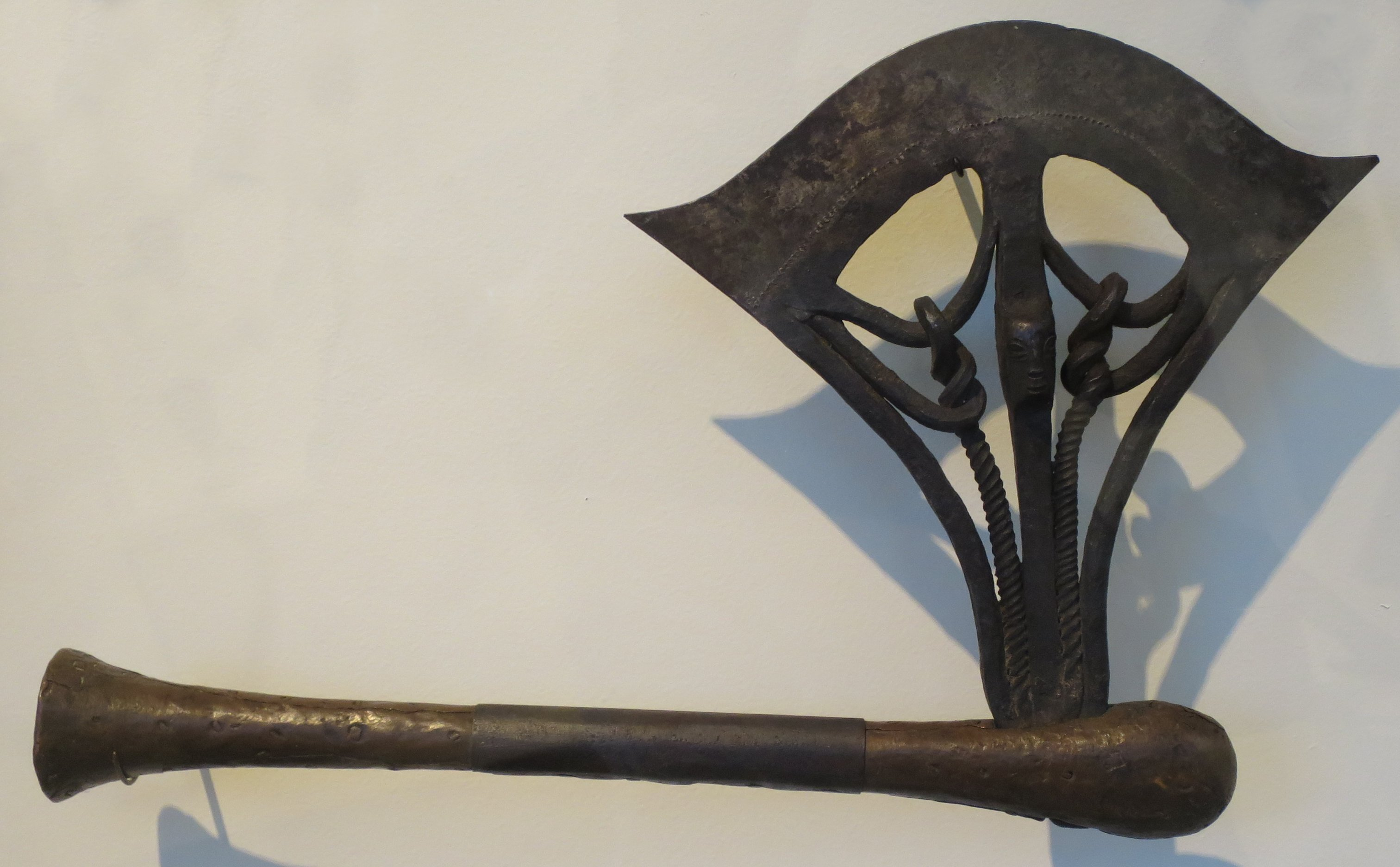
Nzappa zap des Songye

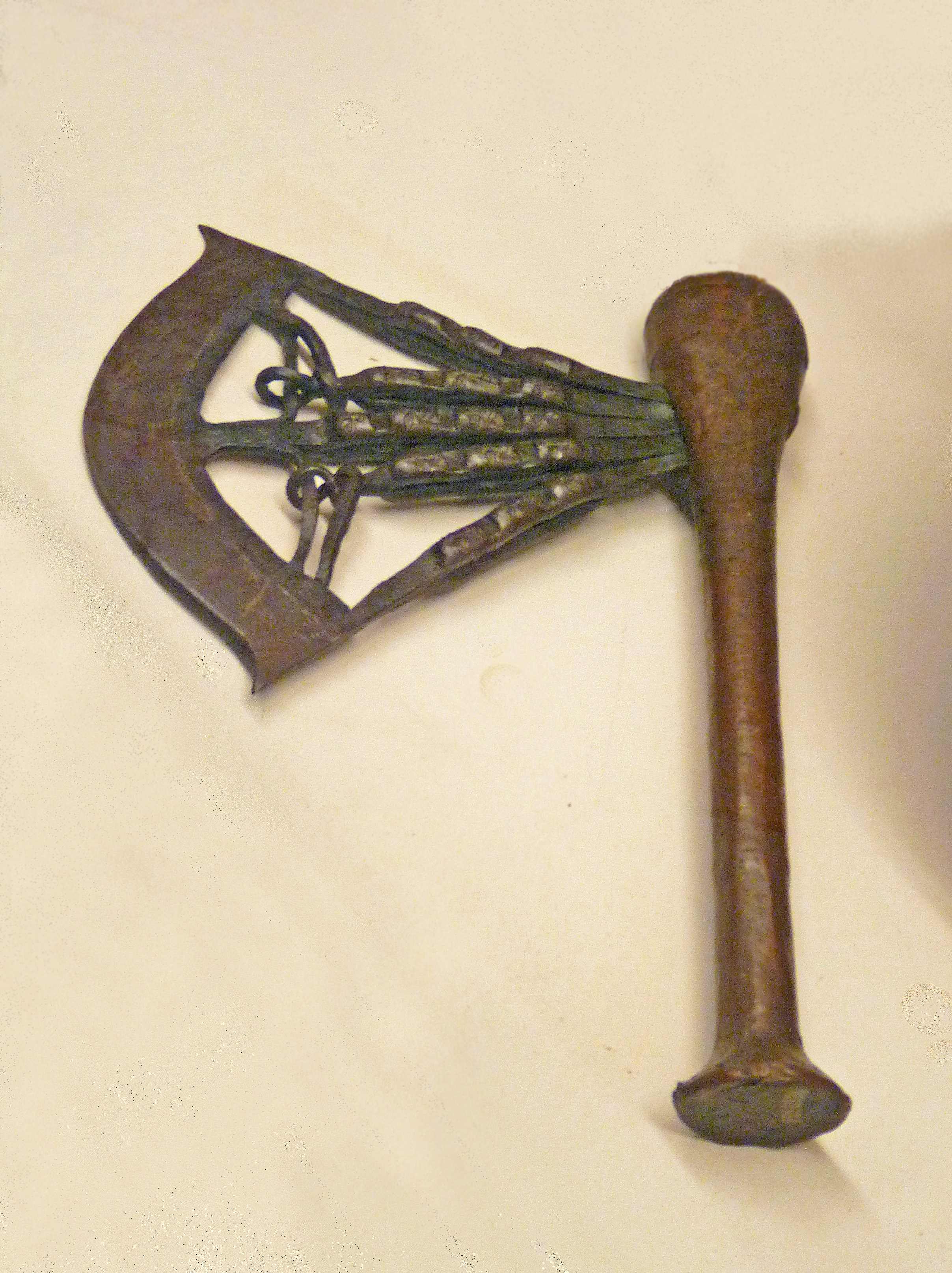
Nsapo à figure anthropomorphique

## Caractéristiques
Elle a une lame en fer forgé ornée reliée à une poignée en bois de type massue, souvent revêtue de cuivre, de bronze ou de laiton,,.
Largement cérémonielle, elle pouvait être utilisée un peu comme un tomahawk amérindien, à la fois lancée sur de courtes distances et aussi dans le corps-à-corps.
Cette arme est originaire de la région du Haut-Congo et était fabriquée par le peuple Nsapo qui a prospéré industriellement en travaillant le fer et le cuivre. La hache est en fer forgé tandis que le manche est en bois recouvert de cuivre. Cette arme causait beaucoup de dégâts lorsqu’elle était utilisée au combat. Synonyme de pouvoir, la hache est habituellement portée par les chefs Songye. Elle est aussi utilisée comme monnaie.
L'étymologie de cette arme est basée sur le nom "Zappo Zap", un groupe tribal des Songye autrefois très actif dans l’État libre du Congo.

## Galerie

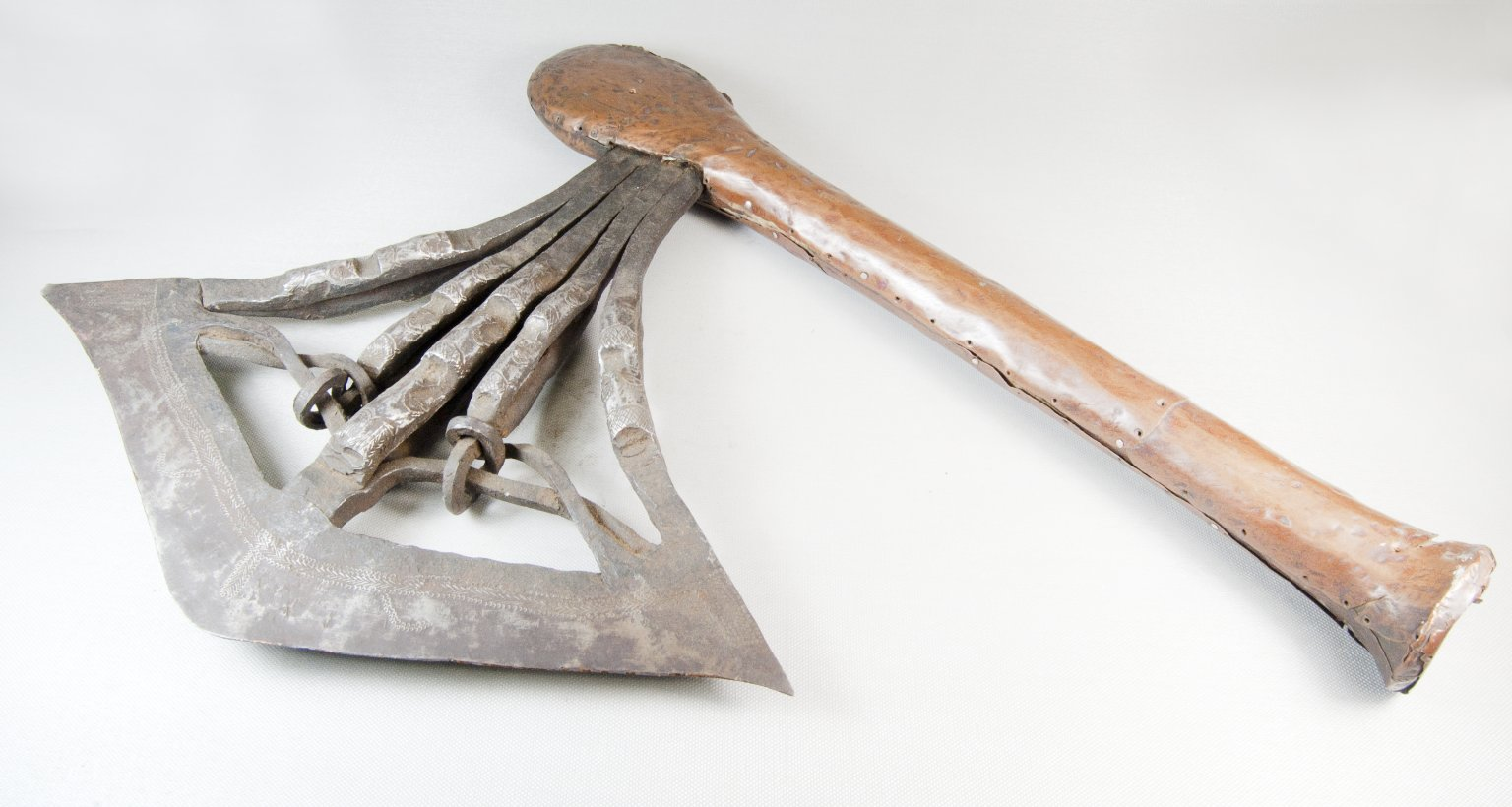
Nzappa zap du Brooklyn Museum
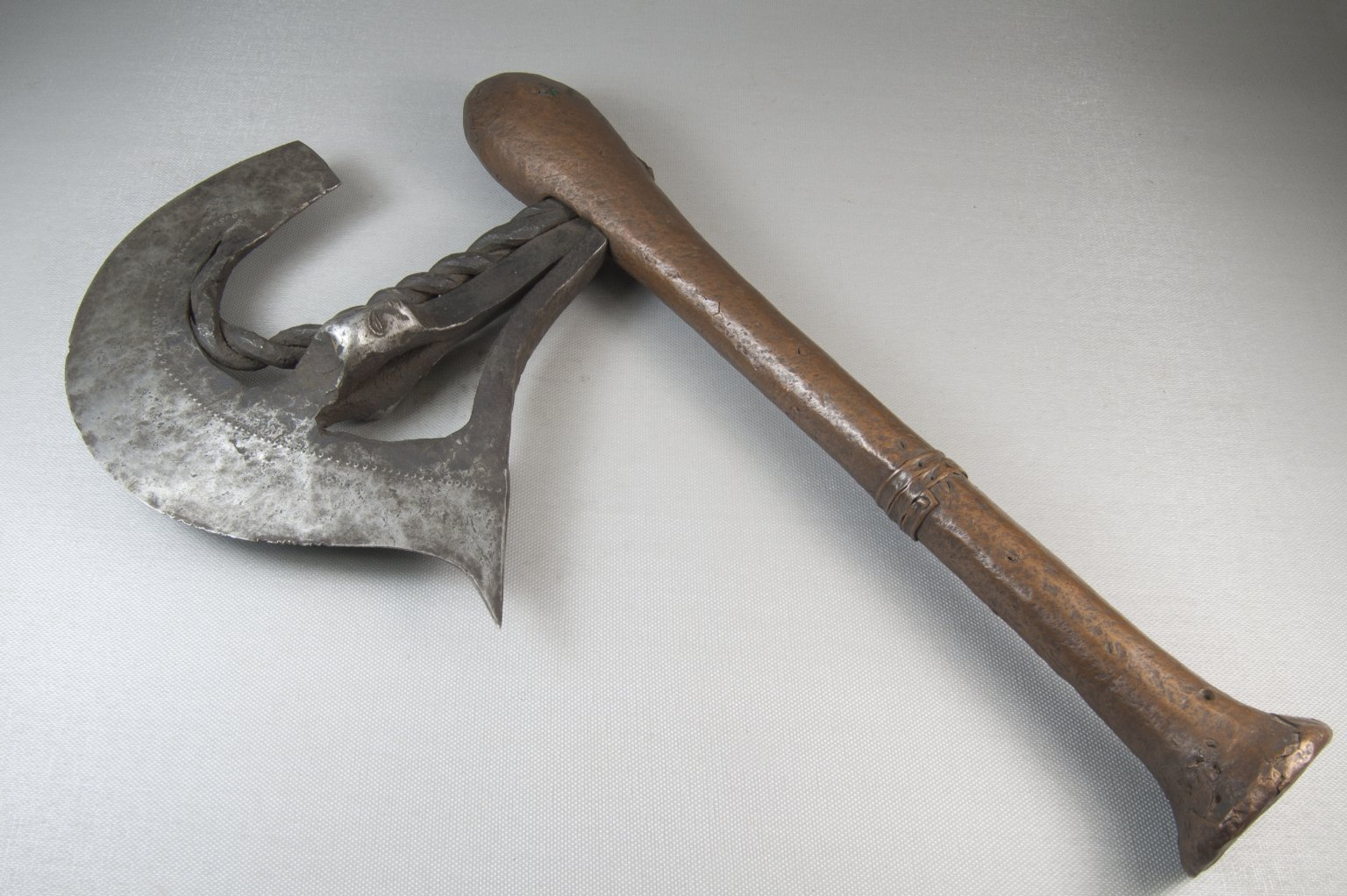
Nzappa zap ou Kilonda à lame semi-pleine
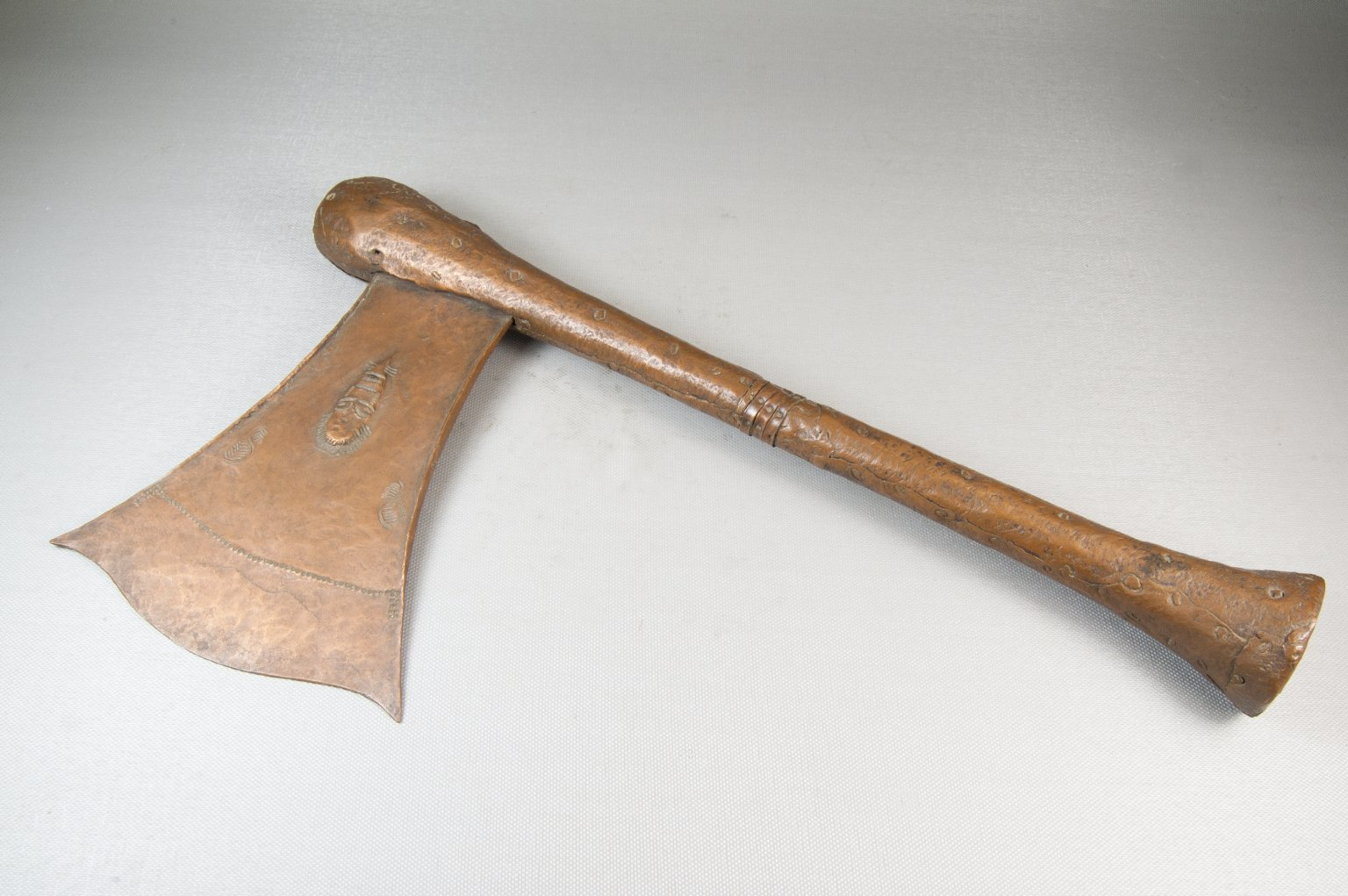
Nzappa zap ou Kilonda à lame pleine
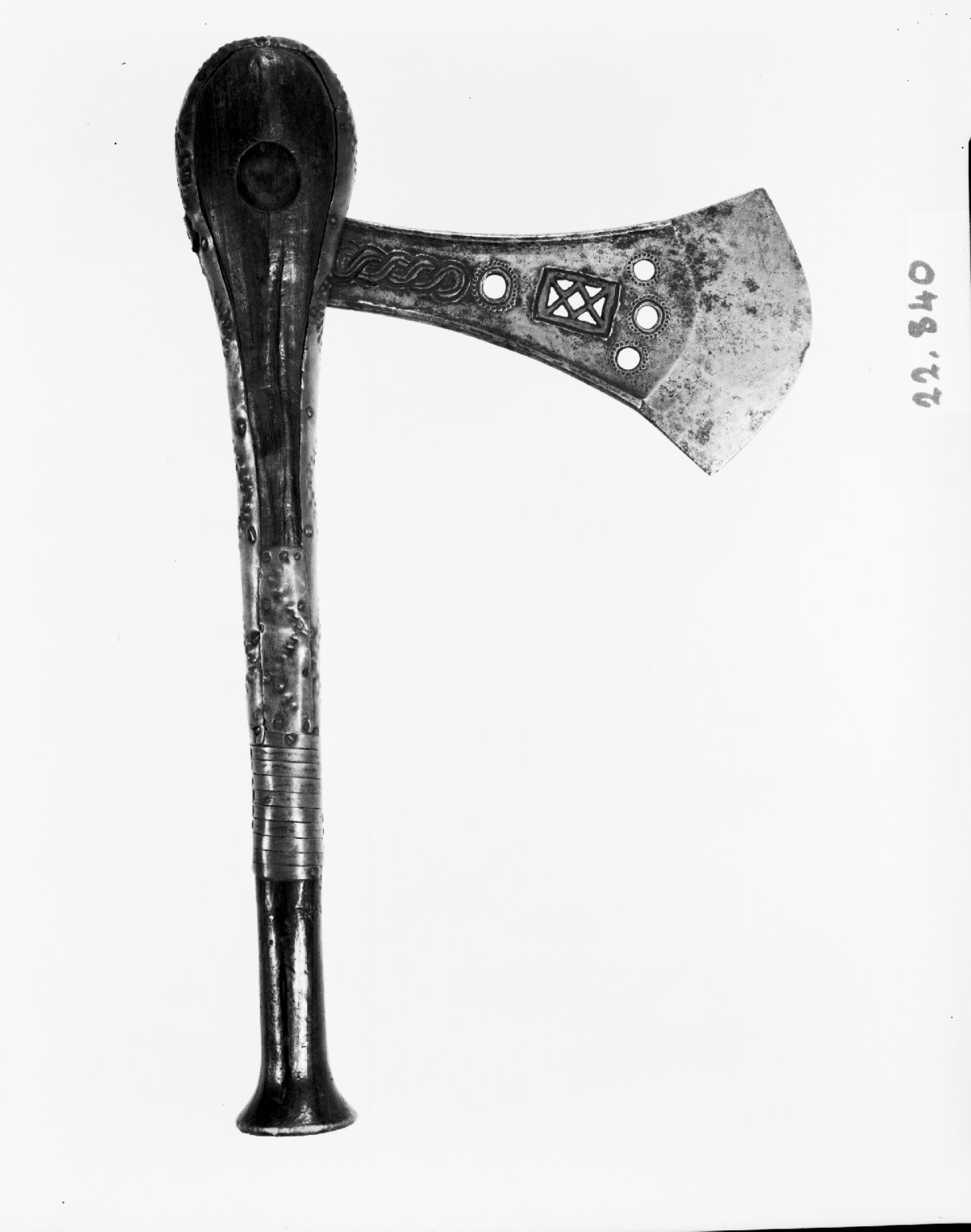
Kilonda à lame pleine ajourée
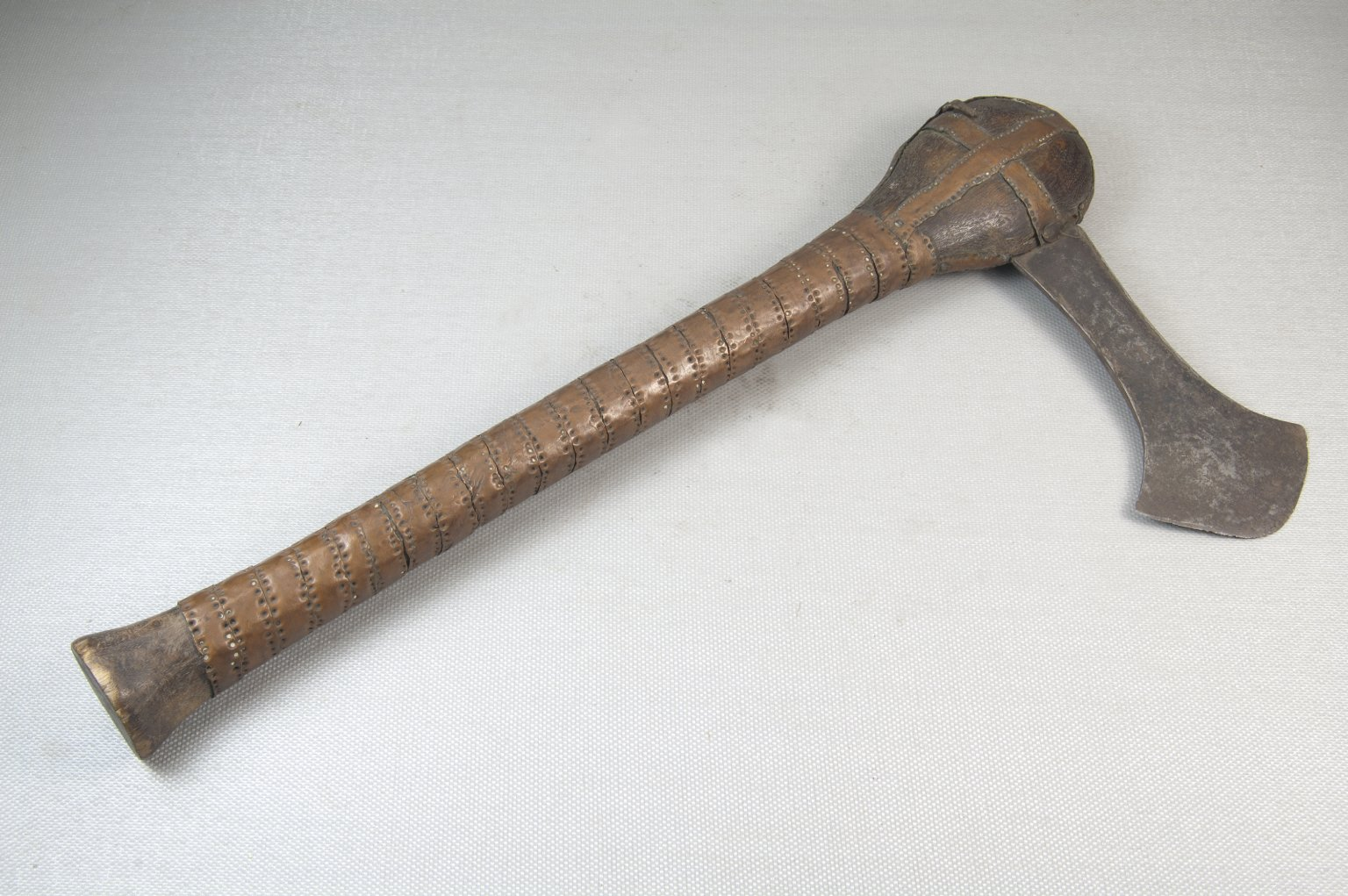
Nsapo à lame fine et pleine
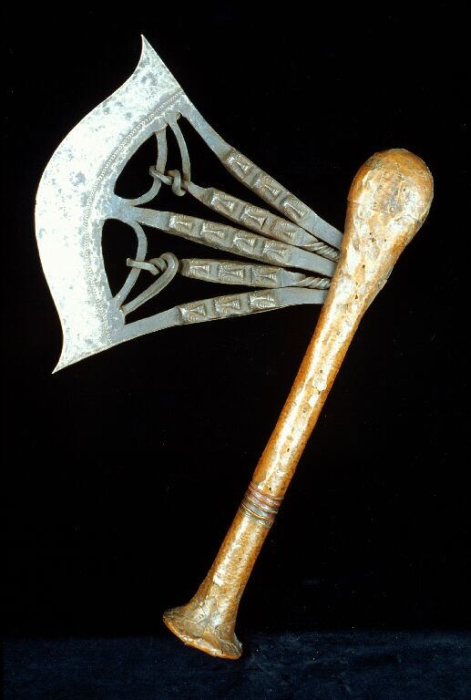
Hache cérémonielle